# Setting Song
Setting Song — четвертий студійний альбом англійської групи The Jam, який вийшов 17 листопада 1979 року.

## Композиції
1. Girl on the Phone — 2:55
2. Thick as Thieves — 3:38
3. Private Hell — 3:49
4. Little Boy Soldiers — 3:32
5. Wasteland — 2:50
6. Burning Sky — 3:31
7. Smithers-Jones — 2:59
8. Saturday's Kids — 2:52
9. The Eton Rifles — 3:58
10. Heat Wave — 2:25

## Учасники запису
- Пол Веллер — вокал, гітара, клавішні
- Брюс Фокстон — бас
- Рік Баклер — ударні

## Чарт
| Чарт (1979–80)                                       | Найвища позиція |
| ---------------------------------------------------- | --------------- |
| Australian Albums (Kent Music Report)                | 70              |
| Канада Canada Top Albums/CDs (RPM)                   | 75              |
| Нова Зеландія New Zealand Albums (Recorded Music NZ) | 14              |
| Велика Британія UK Albums (OCC)                      | 4               |
| США Billboard 200                                    | 137             |

## Сертифікації
| Регіон                                             | Сертифікація | Продажі  |
| -------------------------------------------------- | ------------ | -------- |
| Велика Британія (BPI)                              | Золотий      | 100 000^ |
| ^відвантаження, що базуються лише на сертифікаціях |              |          |